# Glossarion
Glossarion  es un género  de plantas con flores de la familia de las asteráceas. Comprende 2 especies descritas y  aceptadas. Es originario de Sudamérica.

## Taxonomía
El género fue descrito por Maguire & Wurdack y publicado en Memoirs of the New York Botanical Garden 9: 390. 1957.	La especie tipo es: Glossarion rhodanthum Maguire & Wurdack

## Especies aceptadas
A continuación se brinda un listado de las especies del género Glossarion aceptadas hasta julio de 2012, ordenadas alfabéticamente. Para cada una se indica el nombre binomial seguido del autor, abreviado según las convenciones y usos.
- Glossarion bilabiatum (Maguire) Pruski
- Glossarion rhodanthum Maguire & Wurdack